# 陸上自衛隊化学学校
陸上自衛隊化学学校（りくじょうじえいたいかがくがっこう、英語: JGSDF Chemical School）は、陸上自衛隊大宮駐屯地に所在するCBRNに対する防護要員を育成するための陸上自衛隊の機関（学校）のひとつである。

## 概要
学校長は、将補（二）が充てられ、陸上自衛隊における、NBC兵器（核・生物・化学兵器）防護要員として必要な知識・技能を修得させるための教育訓練を主任務としている。以前は地下鉄サリン事件や東海村JCO臨界事故で災害派遣出動したことで有名な第101化学防護隊を隷下においていたが、同隊は2001年（平成13年）3月に東部方面隊隷下に編成替えされ、2007年（平成19年）3月には第101特殊武器防護隊と改称し中央即応集団隷下となった。更に2008年（平成20年）3月には中央特殊武器防護隊へと改編された。現在第101化学防護隊が担当していた教育支援任務は、2001年（平成13年）3月に編成された化学教導隊が担っている。
化学学校は、「化学兵器の禁止及び特定物質の規制等に関する法律」及びその施行令の定めにより、特定物質の毒性から人の身体を守る方法に関する研究を行う国の施設として、少量（10kgまで）の特定物質の製造が許可されている日本で唯一の機関である。2002年（平成14年）から2012年（平成24年）にかけては、サリン、ソマン、タブン、ルイサイト、VXガス等の多種の特定物質を年間グラム単位で合成している。
また、化学兵器禁止に則り、化学兵器の生産・保有状況について、数年ごとに国際機関・化学兵器禁止機関（OPCW）の査察も受け入れている。
2024年（令和6年）9月25日、陸上自衛隊化学学校はOPCW（化学兵器禁止機関）から日本初の化学兵器関連の研究機関として指定された。化学兵器や核兵器に関する教育および研究を行う同校は、国際標準の分析能力を有する施設として認められ、さいたま市の大宮駐屯地で記念式典が執り行われた。これにより、日本政府がOPCWとの技術協定を進めることで、今後化学兵器の使用が疑われる地域からの試料分析を陸上自衛隊化学学校が担当することになる。世界では同校を含む30機関が指定されており、日本国内では初の事例である。

## 沿革
臨時化学教育隊
- 1953年（昭和28年）6月20日：臨時化学教育隊が保安隊関西地区補給廠（宇治駐屯地）内に編成。

化学教育隊
- 1953年（昭和28年）8月1日：保安隊関西地区補給廠隷下に化学教育隊が新編。
- 1954年（昭和29年）
  - 7月1日：陸上自衛隊が発足し保安隊関西地区補給廠が陸上自衛隊関西地区補給処に称号変更。
  - 8月5日：化学教育隊が宇治駐屯地から富士駐屯地に移駐。
- 1956年（昭和31年）1月：隷属部隊として第301化学発煙中隊を富士駐屯地に新編。
- 1957年（昭和32年）10月1日：大宮駐屯地開設[6]により、化学教育隊が富士駐屯地から大宮駐屯地へ移駐。化学教育隊長が大宮駐屯地司令に職務指定[7]。

陸上自衛隊化学学校
- 1957年（昭和32年）10月15日：化学教育隊（大宮駐屯地）が廃止され、陸上自衛隊化学学校が新編[8]。化学学校長が大宮駐屯地司令に職務指定[9]。

- 1970年（昭和45年）8月5日：第301化学発煙中隊（大宮駐屯地）を改編し、第101化学防護隊に称号変更。
- 1995年（平成07年）3月20日：地下鉄サリン事件発生により、教官数人を専門職として実働派遣。
- 2001年（平成13年）3月27日：教育支援部隊として化学教導隊を新編。第101化学防護隊は東部方面隊隷下に異動。

## 組織編成
- 企画室
- 総務部
  - 総務課
  - 警備課
  - 管理課「化校」
- 教育部
  - 主任教官（1人）
- 研究部
  - 主任研究員（1人）
- 化学教導隊「化教」：化学学校入校学生に対する教育支援を担当。

## 主要幹部
| 官職名                                 | 階級    | 氏名       | 補職発令日     | 前職                                       |
| -------------------------------------- | ------- | ---------- | -------------- | ------------------------------------------ |
| 陸上自衛隊化学学校長 兼 大宮駐屯地司令 | 陸将補  | 村上章     | 2024年10月25日 | 陸上自衛隊関東補給処副処長                 |
| 副校長 兼 企画室長                     | 1等陸佐 | 小原淳志   | 2023年03月27日 | 陸上自衛隊補給統制本部化学部長             |
| 総務部長                               | 2等陸佐 | 伊藤康太郎 | 2023年03月13日 | 陸上自衛隊化学学校勤務                     |
| 教育部長                               | 1等陸佐 | 生田敬三   | 2023年08月01日 | 中央特殊武器防護隊長                       |
| 研究部長                               | 1等陸佐 | 松嶋貴之   | 2025年03月17日 | 防衛装備庁長官官房装備開発官付 第5開発室長 |

| 代 | 氏名                 | 在職期間                        | 出身校・期                       | 前職                                                                               | 後職                                         |
| -- | -------------------- | ------------------------------- | -------------------------------- | ---------------------------------------------------------------------------------- | -------------------------------------------- |
| 01 | 外山秀雄 （1等陸佐） | 1957年10月15日 - 1960年7月31日  | 陸士43期・ 陸大55期              | 陸上自衛隊化学教育隊長                                                             | 陸上幕僚監部化学課長                         |
| 02 | 藤井一美 （1等陸佐） | 1960年8月1日 - 1962年3月15日    | 陸士45期・ 陸大53期              | 陸上幕僚監部第5部学校班長                                                          | 第10師団副師団長 兼 守山駐屯地司令           |
| 03 | 鈴木辰三郎           | 1962年3月16日 - 1966年3月15日   | 陸士45期・ 東京帝国大学          | 技術研究本部第1研究所 →1963年7月1日 陸将補昇任                                     | 陸上幕僚監部付 →1966年6月30日 退職           |
| 04 | 安藤栄作 （1等陸佐） | 1966年3月16日 - 1967年7月1日    | 東京工業大学                     | 陸上自衛隊化学学校副校長 兼 企画室長                                               | 退職                                         |
| 05 | 吉田大桂司           | 1967年7月17日 - 1970年3月15日   | 陸士49期・ 陸大59期              | 防衛研修所所員 兼 主任所員 →1968年7月1日 陸将補昇任                                | 陸上幕僚監部付 →1970年7月1日 退職            |
| 06 | 川崎松之助           | 1970年3月16日 - 1972年6月30日   | 陸士52期                         | 陸上幕僚監部化学課長 →1971年7月1日 陸将補昇任                                      | 退職                                         |
| 07 | 稜野邦雄             | 1972年7月1日 - 1974年3月15日    | 陸士54期                         | 陸上幕僚監部化学課長                                                               | 陸上幕僚監部付 →1974年6月30日 退職           |
| 08 | 續芳雄               | 1974年3月16日 - 1976年3月15日   | 大阪帝国大学 昭和19年卒          | 陸上幕僚監部化学課長                                                               | 陸上幕僚監部付 →1976年7月1日 退職            |
| 09 | 竹澤力夫             | 1976年3月16日 - 1977年10月31日  | 軍官校2期                        | 陸上幕僚監部化学課長                                                               | 陸上幕僚監部付 →1978年1月1日 退職            |
| 10 | 重信正隆             | 1977年11月1日 - 1979年7月31日   | 陸士60期                         | 陸上幕僚監部化学課長 →1978年7月28日 陸将補昇任                                     | 陸上幕僚監部付 →1980年1月1日 退職            |
| 11 | 阿達憲               | 1979年8月1日 - 1981年6月30日    | 横浜工専 昭和24年卒              | 陸上自衛隊化学学校副校長 兼 企画室長 →1980年7月1日 陸将補昇任                      | 自衛隊大阪地方連絡部長                       |
| 12 | 杉浦敏夫             | 1981年7月1日 - 1983年3月15日    | 熊幼48期・ 早稲田大学 昭和27年卒 | 陸上自衛隊関西補給処桂支処長 兼 総務部長 兼 桂駐屯地司令 →1982年3月16日 陸将補昇任 | 装備開発実験隊長                             |
| 13 | 蒲田孔明             | 1983年3月16日 - 1985年3月15日   | 学習院大学 昭和29年卒            | 東部方面総監部幕僚副長                                                             | 陸上自衛隊関西地区補給処長 兼 宇治駐屯地司令 |
| 14 | 伊藤三雄             | 1985年3月16日 - 1986年3月16日   | 早稲田大学 昭和28年卒            | 陸上自衛隊幹部候補生学校副校長 兼 企画室長                                         | 陸上幕僚監部付 →1986年7月1日 退職            |
| 15 | 甘利富重             | 1986年3月17日 - 1988年7月6日    | 防大1期                          | 陸上自衛隊化学学校副校長 兼 企画室長 →1986年8月1日 陸将補昇任                      | 退職                                         |
| 16 | 十河洋一郎           | 1988年7月7日 - 1990年3月15日    | 岡山大学 昭和32年卒              | 第1師団副師団長 兼 練馬駐屯地司令                                                  | 陸上幕僚監部付 →1990年4月1日 退職            |
| 17 | 井上忠雄             | 1990年3月16日 - 1991年3月15日   | 防大3期                          | 防衛医科大学校学生部長                                                             | 陸上幕僚監部付 →1991年4月1日 退職            |
| 18 | 小川敏彦             | 1991年3月16日 - 1993年3月23日   | 防大6期                          | 第6師団副師団長 兼 神町駐屯地司令                                                  | 陸上自衛隊幹部学校副校長 兼 企画室長         |
| 19 | 内藤幸雄             | 1993年3月24日 - 1995年3月22日   | 防大6期                          | 第12師団副師団長 兼 相馬原駐屯地司令                                               | 陸上幕僚監部付 →1995年4月1日 退職            |
| 20 | 安藤正武             | 1995年3月23日 - 1997年6月30日   | 防大7期                          | 陸上自衛隊幹部学校教育部長                                                         | 退職                                         |
| 21 | 森勝信               | 1997年7月1日 - 1999年7月8日     | 防大9期                          | 第11師団副師団長 兼 真駒内駐屯地司令                                               | 退職                                         |
| 22 | 成田昌弘             | 1999年7月9日 - 2000年6月29日    | 東洋大学 昭和42年卒              | 陸上自衛隊東北補給処副処長                                                         | 退職                                         |
| 23 | 山里洋介             | 2000年6月30日 - 2002年6月30日   | 熊本大学 昭和43年卒              | 北部方面総監部装備部長                                                             | 退職                                         |
| 24 | 秋山一郎             | 2002年7月1日 - 2004年7月31日    | 防大15期                         | 化学兵器禁止機関（OPCW） 技術事務局査察局長                                        | 化学兵器禁止機関（OPCW） 技術事務局査察局長  |
| 25 | 鬼塚隆志             | 2004年8月1日 - 2005年12月5日    | 防大16期                         | 陸上自衛隊富士学校特科部長                                                         | 退職                                         |
| 26 | 菊川俊広             | 2005年12月5日 - 2007年7月2日    | 防大19期                         | 陸上自衛隊研究本部研究開発企画官                                                   | 陸上自衛隊関西補給処長 兼 宇治駐屯地司令     |
| 27 | 岩城征昭             | 2007年7月3日 - 2009年12月6日    | 防大20期                         | 中部方面後方支援隊長 兼 桂駐屯地司令                                               | 退職                                         |
| 28 | 山澤將人             | 2009年12月7日 - 2011年8月4日    | 防大23期                         | 自衛隊福岡地方協力本部長                                                           | 退職                                         |
| 29 | 川上幸則             | 2011年8月5日 - 2013年8月21日    | 防大25期                         | 陸上自衛隊関西補給処副処長                                                         | 退職                                         |
| 30 | 今浦勇紀             | 2013年8月22日 - 2015年12月17日  | 愛媛大学 昭和56年卒              | 陸上自衛隊関西補給処長 兼 宇治駐屯地司令                                           | 退職                                         |
| 31 | 吉野俊二             | 2015年12月18日 - 2018年12月19日 | 防大31期                         | 第15旅団副旅団長 兼 那覇駐屯地司令                                                 | 陸上自衛隊九州補給処長 兼 目達原駐屯地司令   |
| 32 | 竹内綱太郎           | 2018年12月20日 - 2020年12月21日 | 防大33期                         | 北部方面総監部装備部長                                                             | 陸上自衛隊九州補給処長 兼 目達原駐屯地司令   |
| 33 | 平野邦治             | 2020年12月22日 - 2022年7月31日  | 防大34期                         | 北部方面後方支援隊長                                                               | 陸上自衛隊関西補給処長 兼 宇治駐屯地司令     |
| 34 | 榑林寿弘             | 2022年8月1日 - 2024年10月24日   | 北海学園大学 平成3年卒           | 北部方面総監部装備部長                                                             | 陸上自衛隊関東補給処副処長                   |
| 35 | 村上章               | 2024年10月25日 -                | 防大37期                         | 陸上自衛隊関東補給処副処長                                                         |                                              |